# Пиц (Колорадо)
Пиц (енгл. Peetz) град је у америчкој савезној држави Колорадо.

## Демографија
По попису из 2010. године број становника је 238, што је 11 (4,8%) становника више него 2000. године.
| Група             | 2000.       | 2010.       |
| Белци             | 199 (87,7%) | 224 (94,1%) |
| Афроамериканци    | 0 (0,0%)    | 2 (0,8%)    |
| Азијати           | 0 (0,0%)    | 2 (0,8%)    |
| Хиспаноамериканци | 24 (10,6%)  | 9 (3,8%)    |
| Укупно            | 227         | 238         |